# Saudi Telecom Company
Saudi Telecommunication Company (estilitzada com stc ; àrab : شركة إتصالات السعودية) és una empresa Saudí que gestiona els serveis de telecomunicacions al Regne de l'Aràbia Saudita. L'empresa ofereix serveis d'infraestructura telefònica, telefonia fixa, telefonia mòbil i serveis de dades. També ofereix serveis d'informàtica al núvol. Fundada el 1998, la seu de l'empresa es troba a Riad.
El 2023 estava controlada, en un 64%, per la família reial de l'Aràbia Saudita, a través del fons sobirà saudita Public Investment Fund (PIF) dirigit pel príncep Mohammed bin Salman.

## Història
L'empresa es va establir com a societat anònima saudita d'acord amb el Reial Decret núm. M/35 de 21 d'abril de 1998 que autoritzava la transferència de la divisió de Telègrafs i Telèfons del Ministeri de Correus, Telègrafs i Telèfons (MoPTT). amb els seus diferents components i instal·lacions tècniques i administratives, a la societat, i d'acord amb la Resolució núm. 213 del Consell de Ministres de 20 d'abril de 1998 per la qual s'aprovava els Estatuts de la societat. L'empresa era propietat total del Govern del Regne de l'Aràbia Saudita. Posteriorment, d'acord amb la Resolució del Consell de Ministres núm. 171 de data 9 de setembre de 2002, el Govern va vendre el 30% de les seves accions. Almenys el 20% es va destinar a nacionals saudites naturals i no més del 10% es va destinar a parts iguals al Fons Públic de Pensions i a l'Organització General de la Seguretat Social. L'Oferta Pública Inicial (OPI) va finalitzar el gener de 2003) i el Consell de Ministres, com a assemblea general extraordinària de la societat, va aprovar, d'acord amb la resolució núm. 171 esmentada anteriorment, l'acceptació d'augmentar el capital social des de 12.000 milions a 15.000 milions de SR, mitjançant la transferència dels guanys acumulats al capital. L'11 d'abril de 2006, l'Assemblea General Extraordinària de la Societat va aprovar l'augment del capital social de la Societat de 15.000 milions de RS a 20.000 milions de SR mitjançant un dividend en accions d'una acció gratuïta per cada tres accions en circulació mitjançant una transferència dels beneficis retinguts al capital. La companyia va començar les seves operacions com a proveïdor de serveis de telecomunicacions a tot el Regne d'Aràbia Saudita el 2 de maig de 1998 i va rebre el número de registre comercial 1010150269 com a societat anònima saudita el 29 de juny de 1998.
El 2017 va establir una nova empresa per a fer pagaments digitals: Saudi Digital Payments Company (STC Pay) i es va posar en marxa el 2018. El desembre de 2019, la companyia va llançar una nova identitat i els noms de les seves sucursals a Bahrain i Kuwait es van canviar de VIVA a STC Kuwait i STC Bahrain. El juny de 2021, el Banc Central de l'Aràbia Saudita va aprovar la conversió de la Saudi Digital Payments Company (STC Pay) en un banc digital. Actualment, la companyia opera com un conglomerat per gestionar tots els actius, filials i empreses conjuntes del grup Saudi Telecom.
El febrer de 2022, es va anunciar que la filial de STC, TAWAL, va adquirir l'empresa pakistanesa, AWAL Telecom Private Limited, un proveïdor passiu independent de torres de telecomunicacions, per una suma no revelada. AWAL passarà a denominar-se TAWAL Pakistan.
El setembre de 2023 es va anunciar que havia adquirit més d'un 9% de les accions de Telefònica, passant a ser el màxim accionista del grup, per davant d'altres empreses com BBVA, Caixabank o Blackstone.

## Oferta secundària d'accions
El Fons d'Inversió Pública (PIF) de l'Aràbia Saudita ha venut 120 milions d'accions de Saudi Telecom Company (stc) per 3.200 milions de dòlars després de completar una oferta secundària d'accions de l'operador mòbil més gran del regne. El govern de l'Aràbia Saudita és propietari del 64% de les principals telecomunicacions a través de PIF.
El juny de 2022, es va proposar un augment de capital de 8.000 milions de dòlars que representaria un augment de capital del 150% per finançar els seus plans de creixement i expansió.

## Serveis
Els serveis STC es divideixen en tres grans categories: Al-Jawal (xarxa mòbil), Al-Hatif (xarxa fixa ), Stc-Pay (pagament digital ) i serveis empresarials.

## President
- Príncep Mohammed K. ALFaisal, independent[14]

## Filials de STC
| Nom                                                                               | País d'incorporació      | Percentatge de participació |
| --------------------------------------------------------------------------------- | ------------------------ | --------------------------- |
| Arabian Internet and Communications Services Company Limited ("Solucions by stc") | Aràbia Saudita           | 79%                         |
| Telecom Commercial Investment Company Limited ("TCIC")                            | Aràbia Saudita           | 100%                        |
| Aqalat Company Limited ("Aqalat")                                                 | Aràbia Saudita           | 100%                        |
| Saudi Telecom Specialized Company ("Especialitzat per stc")                       | Aràbia Saudita           | 100%                        |
| Sapphire Company Limited ("Sapphire")                                             | Aràbia Saudita           | 100%                        |
| Saudi Telecom Channels Company (Canals per stc)                                   | Aràbia Saudita           | 100%                        |
| Telecommunications Towers Company Ltd. ("TAWAL")                                  | Aràbia Saudita           | 100% *vengut a PIF el 2022  |
| Companyia de pagaments digitals saudita ("stc Pay")                               | Aràbia Saudita           | 100%                        |
| Empresa immobiliària Smart Zone                                                   | Aràbia Saudita           | 100%                        |
| Empresa de tecnologia avançada i ciberseguretat                                   | Aràbia Saudita           | 100%                        |
| stc Bahrain BSC (C) ("stc Bahrain")                                               | Bahrain                  | 100%                        |
| Kuwait Telecommunications Company ("stc Kuwait")                                  | Kuwait                   | 51,8%                       |
| stc Asia Telecom Holdings Ltd ("stc Àsia")                                        | Illes Verges Britàniques | 100%                        |